# Byczyna
Pour les articles homonymes, voir Byczyna (homonymie).
Byczyna est une ville de Pologne, située dans le sud du pays, dans la voïvodie d'Opole. Elle est le siège de la gmina de Byczyna, dans le powiat de Kluczbork.

## Histoire
De 1742 à 1945, Pitschen fait partie de l'arrondissement de Kreuzburg-en-Haute-Silésie (de) dans le district d'Oppeln au sein de la province de Silésie.